# Austrian Open 1982
L'Austrian Open 1982 è stato un torneo di tennis giocato sulla terra rossa. È stata la 37ª edizione del torneo, che fa parte del Volvo Grand Prix 1982. Si è giocato a Kitzbühel in Austria dal 19 al 25 luglio 1982.

## Campioni

### Singolare maschile
Guillermo Vilas ha battuto in finale  Marcos Hocevar con il punteggio di 7–6, 6–1

### Doppio maschile
Mark Edmondson /  Kim Warwick hanno battuto in finale  Rod Frawley /  Pavel Složil con il punteggio di 7–6, 6–1